# زکریا شراره
زکریا شراره (عربی: زكريا يحيى شرارة؛ زادهٔ ۱ ژانویهٔ ۱۹۸۶) بازیکن فوتبال اهل لبنان است.
از باشگاه‌هایی که در آن بازی کرده است می‌توان به باشگاه ورزشی النجمه لبنان اشاره کرد.
وی همچنین در تیم‌های ملی فوتبال زیر ۲۳ سال لبنان و لبنان بازی کرده است.